# Joseph Fürst (Schauspieler)
Joseph Fürst (* 13. Februar 1916 in Wien, Österreich-Ungarn; † 29. November 2005 in Bateau Bay, New South Wales, Australien; auch Joseph Furst) war ein österreichischer Schauspieler, bekannt für seine englischsprachigen Rollen.

## Leben
Fürst war in Hauptrollen von englischen Fernsehdramen in den 1960er und den frühen 1970er Jahren zu sehen. Seine bedeutendsten Filme waren u. a. 55 Tage in Peking und Diamantenfieber. Später zog Fürst nach Australien und spielte in den 1970er Jahren Gastrollen in australischen Dramen.

## Filmografie (Auswahl)
- 1962: Freud (Freud – The secret passion)
- 1963: 55 Tage in Peking (55 Days at Peking)
- 1963–1966: Simon Templar (The Saint) (Fernsehserie, 3 Folgen)
- 1966: Der Baron (The Baron) (Fernsehserie, 1 Folge)
- 1966: Die 13 Sklavinnen des Dr. Fu Man Chu (The Brides of Fu Manchu)
- 1967: Doctor Who (Episode: „The Underwater Menace“)
- 1968: The Champions (Fernsehserie, 2 Folgen)
- 1970: Callan (Fernsehserie, 1 Folge)
- 1971: Die 2 (The Persuaders!) (Fernsehserie, 1 Folge)
- 1971: Paul Temple (Episode: „Quiz auf dem Prüfstand“ (Cue Murder!))
- 1971: James Bond 007 – Diamantenfieber (Diamonds Are Forever)